# Пешин, Николай Леонидович
Никола́й Леони́дович Пе́шин (род. 18 февраля 1973) — российский учёный-правовед, доктор юридических наук, заведующий кафедрой административного права юридического факультета Московского государственного университета им. М. В. Ломоносова, профессор кафедры конституционного и муниципального права того же факультета. Является автором множества публикаций по различным проблемам конституционного, муниципального и спортивного права, в том числе научных статей, учебников и учебных пособий.

## Биография
Родился 18 февраля 1973 года. В 1996 году с отличием окончил юридический факультет Московского государственного университета им. М. В. Ломоносова. В 1998 году досрочно очную аспирантуру того же факультета, защитив диссертацию на соискание ученой степени кандидата юридических наук на тему «Правовое регулирование финансовой системы местного самоуправления в Российской Федерации». В 2007 году защитил докторскую диссертацию на тему «Государственная власть и местное самоуправление в России: проблемы развития конституционно-правовой модели и практики взаимоотношений».

### Трудовая и научная деятельность
- В 1997−2002 гг. — ассистент, в 2002−2012 гг. — доцент, с 2012 года — профессор кафедры конституционного права юридического факультета Московского государственного университета им. М. В. Ломоносова.
- В 2019 году назначен исполняющим обязанности, далее был избран заведующим кафедрой административного права Юридического факультета МГУ[1].

Руководитель Центра конституционных и отраслевых правовых проблем спорта, медицины и туризма юридического факультета МГУ.
Принимал участие в разработке ряда федеральных законодательных актов, уставов и законов субъектов РФ, большого числа муниципальных правовых актов. Руководил проведением ряда научных исследований, заказчиками которых выступали Государственная Дума, Счетная палата, Правительство Москвы и другие государственные органы.

### Экспертная и научно-образовательная деятельность
- 1994–1998 год — Институт законодательства и сравнительного правоведения при Правительстве Российской Федерации, научный сотрудник.
- 1998–2005 год — руководитель проекта, исполняющий обязанности генерального директора Российского фонда правовых реформ.
- 2001–2015 год — юридический консультант ОАО ГМК «Норильский никель».
- С 2014 года — приглашенный профессор МГИМО (У) МИД Российской Федерации.
- С 2014 года — член редакционного совета журнала «Спортивное право».
- С 2016 года — международный профессор Афинского государственного университета.
- С 2018 года — член редакционного совета журнала «Вестник Российского международного олимпийского университета».
- С 2018 года — член редакционного совета журнала «Местное право».
- С 2019 года – национальный директор (номинирован ОКР) Олимпийской солидарности МОК.

Автор и руководитель совместной магистерской программы МГУ им. М.В. Ломоносова и Российского международного олимпийского университета «Спортивное право».
Член диссертационных советов МГУ.12.05 и МГУ.12.06.

## Награды и премии
Благодарность Мэра города Москвы за вклад в разработку законодательства города Москвы (1998 год)
Лауреат премии им. И. И. Шувалова (2001 г.).
Почетная грамота Министерства образования Российской Федерации за работы в области обществознания (2003 год).
Почетный диплом юридического факультета МГУ «Коммерческий успех» (2008 год).
Медаль Министерства спорта Российской Федерации «XXII зимние Олимпийские и Паралимпийские Игры в г. Сочи» (2014 год).
Диплом Президента Российской Федерации «За значительный вклад в организацию и проведение XXII зимних Олимпийских и Паралимпийских Игр 2014 года в г. Сочи» (2014 год).
Академическая премия МГУ им. М. В. Ломоносова (2016 год).
Благодарственное письмо Московской городской избирательной комиссии (2017 год).
Медаль Петра Лесгафта (2019 год).

## Публикации
Автор более 90 научных публикаций (в том числе более 50 публикаций в журналах, индексируемых в SCOPUS, Web of Science, RSCI и рецензируемых ВАК Российской Федерации), включая 12 монографий и 8 учебников. Публикуется за рубежом, в частности в Армении, Великобритании, Китае, Польше, США, Франции.
2020
- Конституционная реформа местного самоуправления: механизмы встраивания местного самоуправления в систему государственной власти // Конституционное и муниципальное право, издательство Юрист (М.), № 8, с. 24-30
- Конституционная реформа местного самоуправления: новая (старая) модель соотношения государственной и муниципальной форм публичной власти // Конституционное и муниципальное право, издательство Юрист (М.), № 6, с. 10-15
- Монография "Город в теории и практике: правовые и урбанологические аспекты" (в соавторстве с Таболин В.В., Астафичев П.А., Бялкина Т.М., Ларичев А.А., Комарова В.В., Костюков А.Н., Шугрина Е.С., и др.), место издания Юстицинформ М, ISBN 978-5-7205-1601-7, 352 с.
- Монография "Местное самоуправление в единой системе публичной власти. Вектор и последствия конституционной реформы в Российской Федерации" (в составе авт. колл.), место издания ЮНИТИ-ДАНА Москва, ISBN 978-5-238-03409-6, 343 с.

2019
- Контроль за деятельностью органов местного самоуправления за рубежом // Муниципальное имущество: право, экономика, управление, № 2, с. 42-45
- Муниципальная власть: продолжение государства или институт самоорганизации общества? // Вестник Воронежского государственного университета. Серия: Право, № 2, с. 38-50
- Научно-исследовательская деятельность в РМОУ //  Вестник Российского Международного Олимпийского Университета, № 3, с. 12-25
- О статусе и юрисдикции Спортивного арбитражного суда в Лозанне // Журнал зарубежного законодательства и сравнительного правоведения, № 5, с. 125-140
- Особенности муниципального публично-властного контроля // Конституционное и муниципальное право, издательство Юрист (М.), № 7, с. 55-62
- Особенности организации муниципальной власти и местного государственного управления в странах западной Европы //  Местное Право, издательство Фирма Инфосеть (М.), № 1, с. 5-27
- Проблемы антидопингового обеспечения в контексте решений Спортивного арбитражного суда (Лозанна) // Вестник Российского Международного Олимпийского Университета, № 2, с. 20-29
- Публичный контроль в системе местного самоуправления: основания и особенности // Вестник РУДН (Российский Университет Дружбы Народов), том 23, № 3, с. 311-332 DOI
- Спортивный арбитражный суд в Лозанне – альтернатива национальному правосудию? //  Вестник Российского Международного Олимпийского Университета, № 1, с. 20-27
- Взаимодействие государств и антидопинговых организаций / Сборник материалов IX международного научного конгресса "Спорт, человек, здоровье", место издания НГУ им. П.Ф. Лесгафта Санкт-Петербург, с. 74-76
- Особенности муниципального публично-властного контроля / сборник "Муниципальный контроль: от реальной практики к идеальной модели", место издания Союз российских городов Москва, с. 66-75
- Экономические основы местного самоуправления: основные подходы к реализации принципов Европейской хартии местного самоуправления / сборник "Проблемы и перспективы развития местного самоуправления в Российской Федерации", издательство Российский университет дружбы народов (РУДН) (Москва), с. 110-120
- Муниципальное право России: теоретические основы. Учебное пособие. Издательство Lambert (Saarbrücken) , ISBN 978-620-0-29998-7, 131 с.
- Муниципальное право России: учебник (в составе авт. колл.). Издательство Проспект. ISBN 978-5-392-28777-2, 656 с.
- Монография "Муниципальный контроль: от реальной практики к идеальной модели" (в составе авт. колл.), место издания Москва, ISBN 978-5-4465-2497-6, 300 с.
- Монография "Олимпийские ценности под угрозой: история и современность" (в составе авт. колл.), место издания Планета Москва, ISBN 978-5-6042767-3-0, 304 с.

2018
- Муниципальное право России: учебник / под ред. С.А. Авакьяна. М.: Проспект, ISBN 978-5-392-28777-2, 656 с.
- Местное самоуправление: реформа ЖКХ и задачи благоустройства территории// Вестник Московского университета. Серия 11: Право, издательство Изд-во Моск. ун-та, 2018, № 1, с. 55-74.
- К вопросу о допустимости перераспределения полномочий между органами государственной власти и органами местного самоуправления // Государственная власть и местное самоуправление2018, № 2, с. 44-48.
- Взаимодействие государств и антидопинговых организаций // Вестник Российского Международного Олимпийского Университета, 2018, № 4, с. 18-22.
- Когнитивные исследования и новые технологии в спорте // Вопросы психологии, 2018, № 5, с. 117-135.
- Муниципальная власть: продолжение государства или институт самоорганизации общества? // Муниципальное имущество: право, экономика, управление, 2018, № 3, с. 35-39.
- Олимпийские игры: новые нормы в новых реалиях // Вестник Российского Международного Олимпийского Университета, 2018, № 1, с. 26-33.
- Социальные аспекты функционирования муниципальной власти // Местное Право, 2018, № 1, с. 34-39.
- Спортивный национализм и раннее олимпийское движение // Электронный научно-образовательный журнал История, 2018, том 9, № 8 (72) DOI: 10.18254/S0002465-0-1.
- Местное самоуправление: неизбежное огосударствление или возможность сохранения саморегулирования и самоорганизации / Сб. Проблемы и перспективы развития местного самоуправления в Российской Федерации. М.: Изд-во РУДН, с. 21-30.
- Наследие Игр Сочи-2014: социально-экономические аспекты / Сб. Олимпийское наследие и мегасобытия в спорте: Определяя точки роста. М.: Дирекция издательских и медиапрограмм РМОУ, с. 43-178.

2017
- Leveraging Mega Events for Capacity Building in Voluntary Sport Organizations // Voluntas, Kluwer Academic/Plenum Publishers (United States), том 28, с. 1-22 DOI: 10.1007%2Fs11266-016-9825-x.
- The Interaction of States and International Sports Organizations in Fighting Corruption in Sport // Вестник Российского Международного Олимпийского Университета, 2017, № 1, с. 80-84.
- Взаимодействие государств и международных спортивных организаций в сфере борьбы с коррупцией в спорте // Вестник Российского Международного Олимпийского Университета, 2017, № 1, с. 26-33.
- Наследие Игр Сочи-2014: социально-экономическая среда // Вестник Российского Международного Олимпийского Университета, 2017, № 4, с. 28-39.
- Проблемы и перспективы экономического и социального развития местного самоуправления // Конституционное и муниципальное право, издательство Юрист (М.), № 12, с. 36-42.
- Противодействие коррупции в спорте: баланс интересов государств и международных спортивных организаций // Конституционное и муниципальное право, 2017, № 10, с. 34-39.
- Местное самоуправление — форма народовластия или способ решения вопросов местного значения / Сб.: Конституционно-правовые проблемы эффективности публичной власти в России и зарубежных государствах. Федеральное государственное бюджетное учреждение Карельский научный центр Российской академии наук (Петрозаводск), с. 84-114.